# 情報アライブ
『情報アライブ』（じょうほうアライブ）は、STVラジオで2016年4月4日から2018年3月30日まで放送されたラジオのニュースワイド番組である。放送時間は平日 16:00 - 17:57。2016年ナイターオフは、火曜 - 金曜の放送時間が16:00 - 19:00とおよそ1時間の放送時間拡大となった。

## 概要
これまでの『吉川のりおの聞いてナットク のりのりラジオ』の16時台・17時台の放送枠を受け継ぎ、新しいニュースワイド番組として再出発。
この番組は「聞く夕刊!」をコンセプトにその日に入ってきたニュースをわかりやすく伝えるもので、この番組タイトルの中にある「アライブ」とは、「いきいき」という意味で、ニュースとスポーツの、いわば「いきいきとした情報」をこの番組の中で届けるもの。
2018年3月30日で放送終了し、16時台はまるごと!エンタメ〜ションの拡大、17時台は牧やすまさ 路地裏のスピリッツとなった。
2021年3月29日よりまるごとエンタメーションは再び縮小。16時・17時台は『吉川のりお スーパーLIVE』となり牧やすまさ 路地裏のスピリッツを内包、情報アライブ時代の放送枠に戻った。

## 放送時間
プロ野球シーズン中とシーズンオフで、放送時間が異なっている。
- 2016年4月4日 - 2016年9月30日、2017年4月3日 - 2018年3月30日

16:00～17:57（月 - 金）
- 2016年10月3日 - 2017年3月31日

16:00 - 17:57（月のみ）
16:00 - 19:00（火 - 金） 7:57 - 19:00は、情報アライブNEXT

## パーソナリティ
- 鈴木亜紀（STVアナウンサー） - （2017年4月3日 - 2018年3月30日）
- 牧やすまさ（月曜 - 木曜担当）
- 浅野一弘（札幌大学教授・金曜担当）

### 過去の出演者
- 永井公彦（STVアナウンサー） - （2016年4月4日 - 2017年3月31日）

## タイムテーブル
- 16:00 - オープニング
- 16:20 - ランランレポート
  - ランラン号が札幌近辺の商店や企業から製品やサービスなどを紹介するコーナー。
- 16:40 - 今日のいっぷくソング
  - リスナーからのリクエスト曲をかけるコーナー。
- 16:45 - あなたにハッピー・メロディ（2016年10月3日 - 、ニッポン放送制作）
- 17:00 - ニュース・パレード（文化放送制作。全国のニュース）2018年4月以降は、単独番組として放送。
- 17:15 - STVニュース（道内のニュースのみ）
- 17:20 - 牧やすまさ 路地裏のスピリッツ
  - 牧による一人語りコーナー。主に、牧が感銘を受けた書籍・新聞記事や人物を紹介する前番組の「のりのりラジオ」から継続のコーナー、番組終了後の4月2日からは単独番組として放送（上半期：月曜17:15-17:55、火曜～金曜17:15-17:30 下半期：平日17:15-17:55）。以下のコーナーは17:20頃に引き続き路地裏のスピリッツ内で継続している。
- 17:30 - 
  - 水曜 - 新鮮!発見!セイコーマート
    - セイコーマートの新商品やあらゆる情報などをお送りする。お相手は山本浩子（元ランラン号キャスタードライバー）。[3]

  - 木曜 - 牧男爵の部屋
    - ちょっとエッチな投稿を読む前番組の「のりのりラジオ」から継続のコーナー。アシスタントは渋谷もなみ。不定期にはあかひげ薬局の「あかひげ先生」こと内原茂樹社長もスタジオに登場する[4]。

  - 金曜 - アサヒスーパードライ 街の情熱きわめつけ
    - 道内の珍味などのおつまみを紹介するコーナー。2001年4月6日から、情報アライブ終了後の2020年3月27日まで20年間放送された[5]。お相手は堺なおこ。
- 17:40 - エブリデイファイターズ
  - 日本ハムファイターズ戦前の球場の模様や、ファイターズファンのリスナーと電話をつなぐコーナー。
- 17:50 - エンディング

その他、ニュース、天気予報、道路交通情報が随時放送されている。